# Renkumse molen
De Renkumse molen, voorheen Molen Gebroeders Roosenboom is een in 1858 gebouwde windmolen en staat aan de Molenweg 53 in Renkum. De molen is een ronde bakstenen korenmolen van het type stellingmolen met 2 koppel maalstenen. Tot 1942 werd er met de molen gemalen. De maalstenen zijn na de restauratie in 2013 17der (150 cm doorsnede) kunststenen. Het ene koppel heeft een zwaaischerpsel en het andere koppel een stralenscherpsel. Daarnaast is er een elektrisch aangedreven koppel. De molen wordt weer gebruikt voor het malen van graan.
Op 2 oktober 1910 werd door een windhoos het wiekenkruis met houten as en bovenwiel van de molen geslingerd. In 1924 werd de belt afgegraven, de molenromp vier meter verhoogd en een stelling aangebracht, die iets hoger dan de steenzolder zit. Via een lager gelegen schuurdak en een stellingtrap kon men op de stelling komen.  Na de restauratie in 2013 moet men via twee aangepaste raamopeningen en enkele treden omhoog de stelling op. De stelling bestaat uit negen vakken, waarvan een zogenaamd roevak is. Het roevak is kleiner en heeft één ligger in plaats van twee liggers. Voor het steken van een roe werd vroeger het roevak opengelegd.

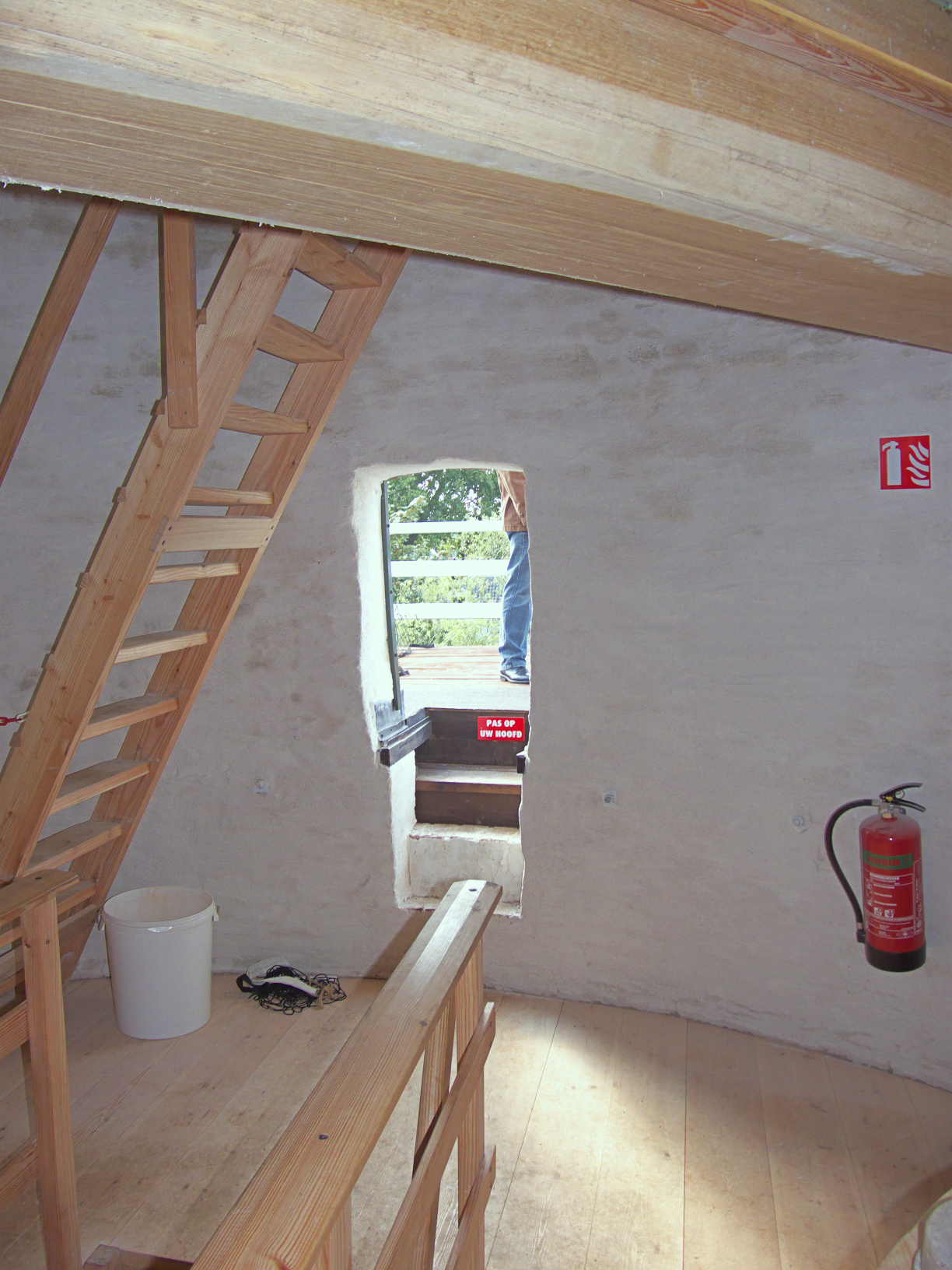
Stellingdeur

Als gevolg van Slag om Arnhem en de daaropvolgende stagnatie van het front heeft de molen door oorlogsgeweld schade opgelopen en werd daarom in 1945 onttakeld. Daarna werd de molen als opslagruimte gebruikt. Hiervoor werden stalen constructies in de molen gebouwd.
In 2013 is de molen gerestaureerd. Op 30 oktober 2013 is de 13.515 kg zware kap teruggeplaatst en zijn de roeden gestoken. De buitenroede heeft nummer 22 en de binnenroede nummer 21. De roeden zijn gemaakt door de firma Verdonkschot uit Wessem.
De wiekenvorm is Oudhollands en de vlucht 24 meter.
De houten, met dakleer beklede kap van de molen is nu voorzien van een zogenaamd Engels kruiwerk. De kap wordt gekruid met behulp van een kruilier.
De scharnierende Vlaamse vang bestaat uit vier vangstukken en is voorzien van een wipstok. Om het bovenwiel zit een ijzeren hoep waar de vangstukken op aangrijpen. De vangbalk is in de ezel opgehangen met een schuif.
De 4,30 m lange, gietijzeren bovenas met nummer 27 en gietjaar 2013 is gefabriceerd door ijzergieterij Geraedts.
Het luiwerk is een sleepluiwerk.

## Overbrengingen
- De overbrengingsverhouding is 1 : 5,82.
- Het bovenwiel heeft 65 kammen en de bonkelaar heeft 35 kammen. De koningsspil draait hierdoor 1,857 keer sneller dan de bovenas. De steek, de afstand tussen de kammen, is 12,8 cm.
- Het spoorwiel heeft 94 kammen en de steenrondsels 30 staven. De steenrondsels draaien hierdoor 3,13 keer sneller dan de koningsspil en 5,82 keer sneller dan de bovenas. De steek is 8,8 cm.

## Eigenaren
- 1858 - eind 1800: Hendrik Hulshuizen
- eind 1800 - 2010 : Gebr. Roosenboom en nazaten
- 2010 - heden: Dennis van der Wal

## Fotogalerij

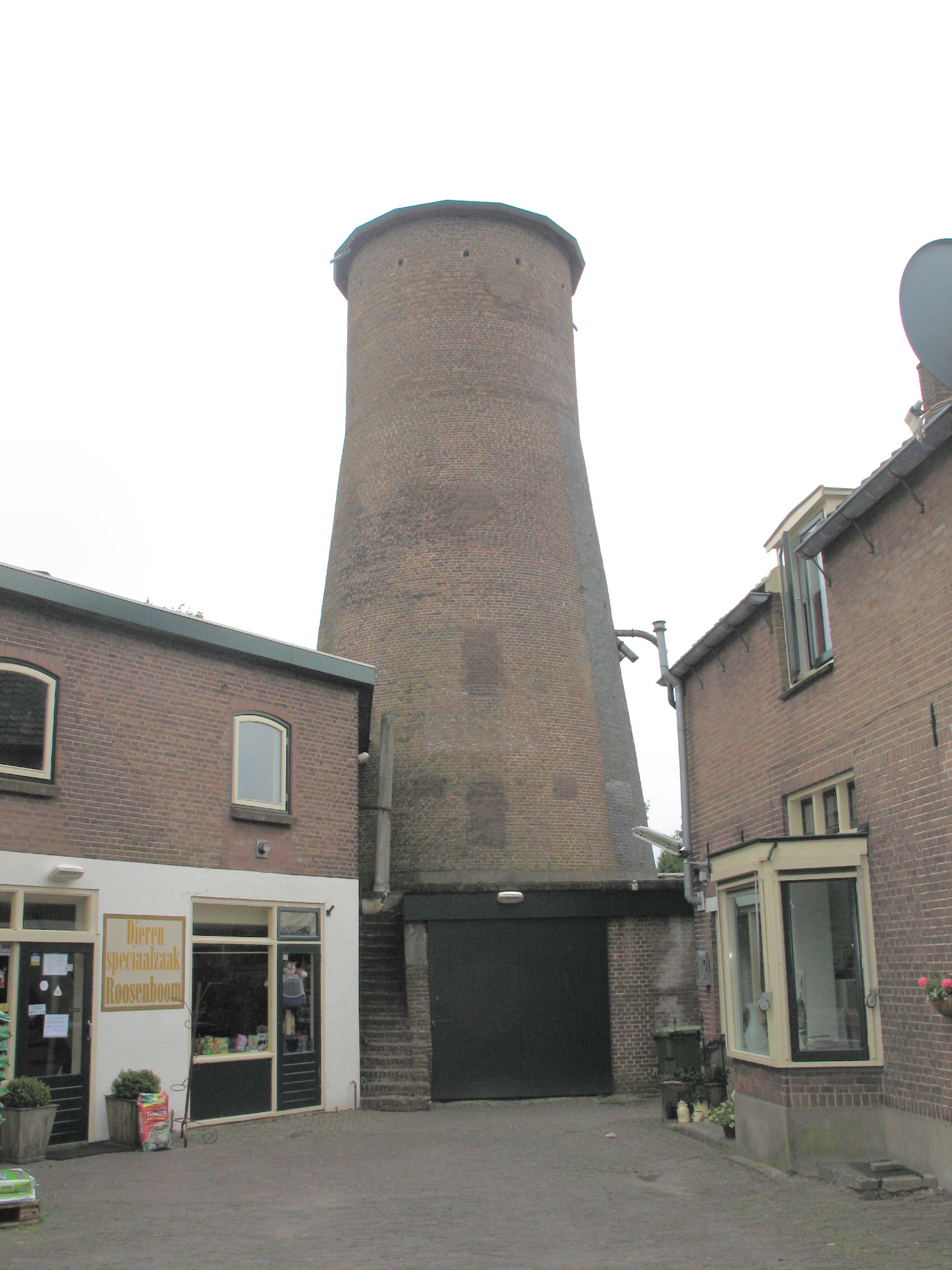
2009
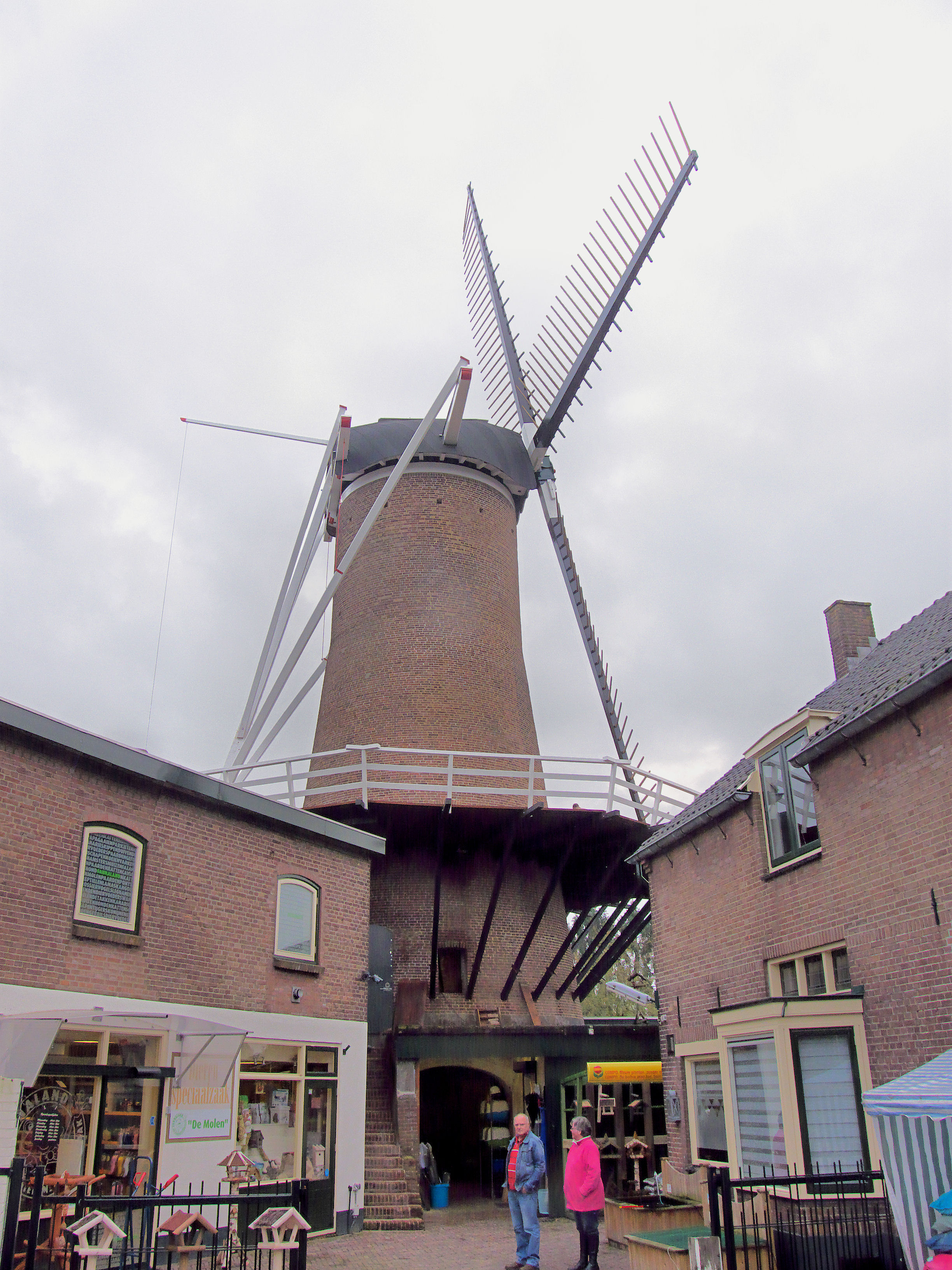
November 2013. Onder de stelling zit de dichtgemetselde voormalige (belt)deur naar de stellingtrap.
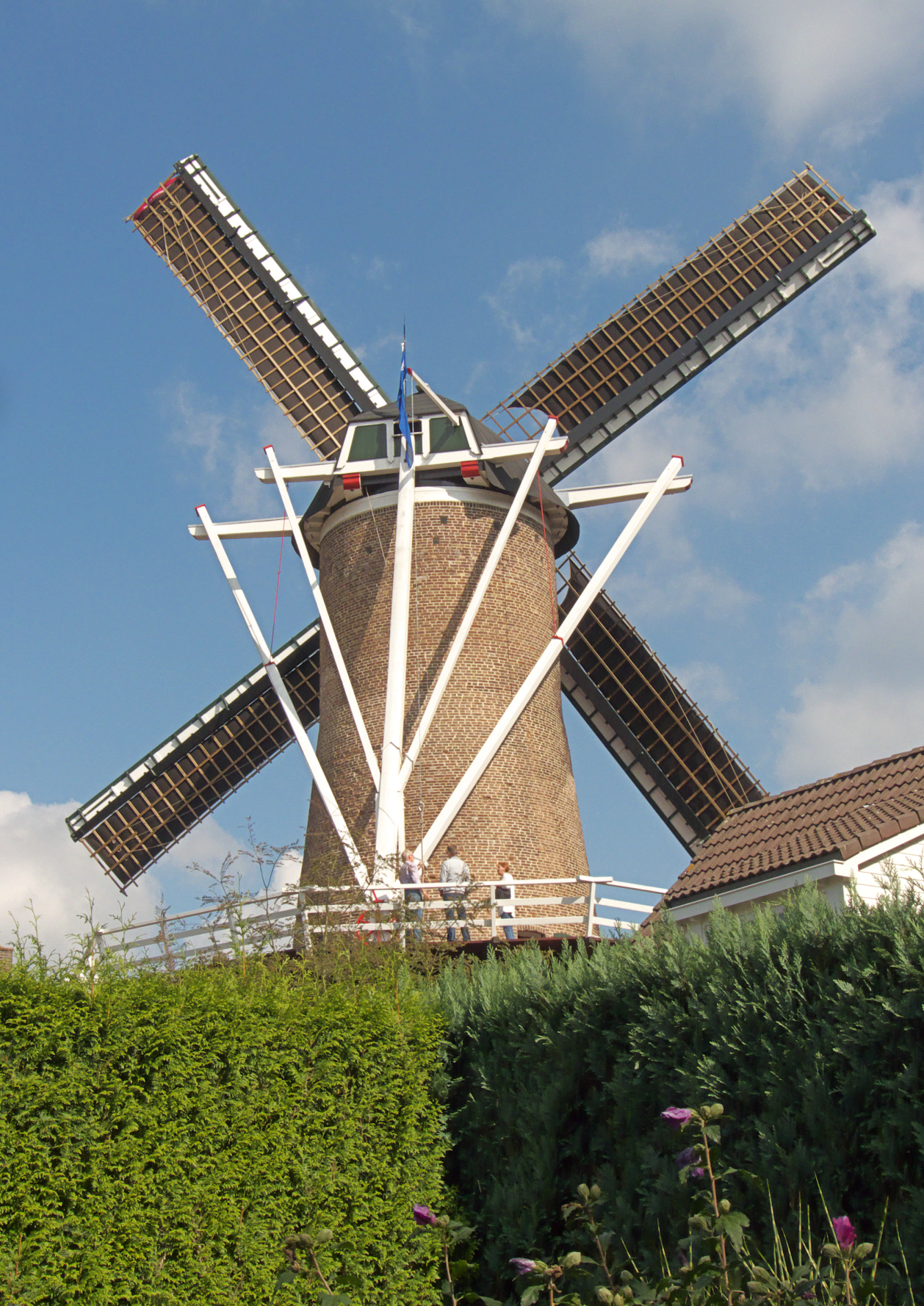
September 2014
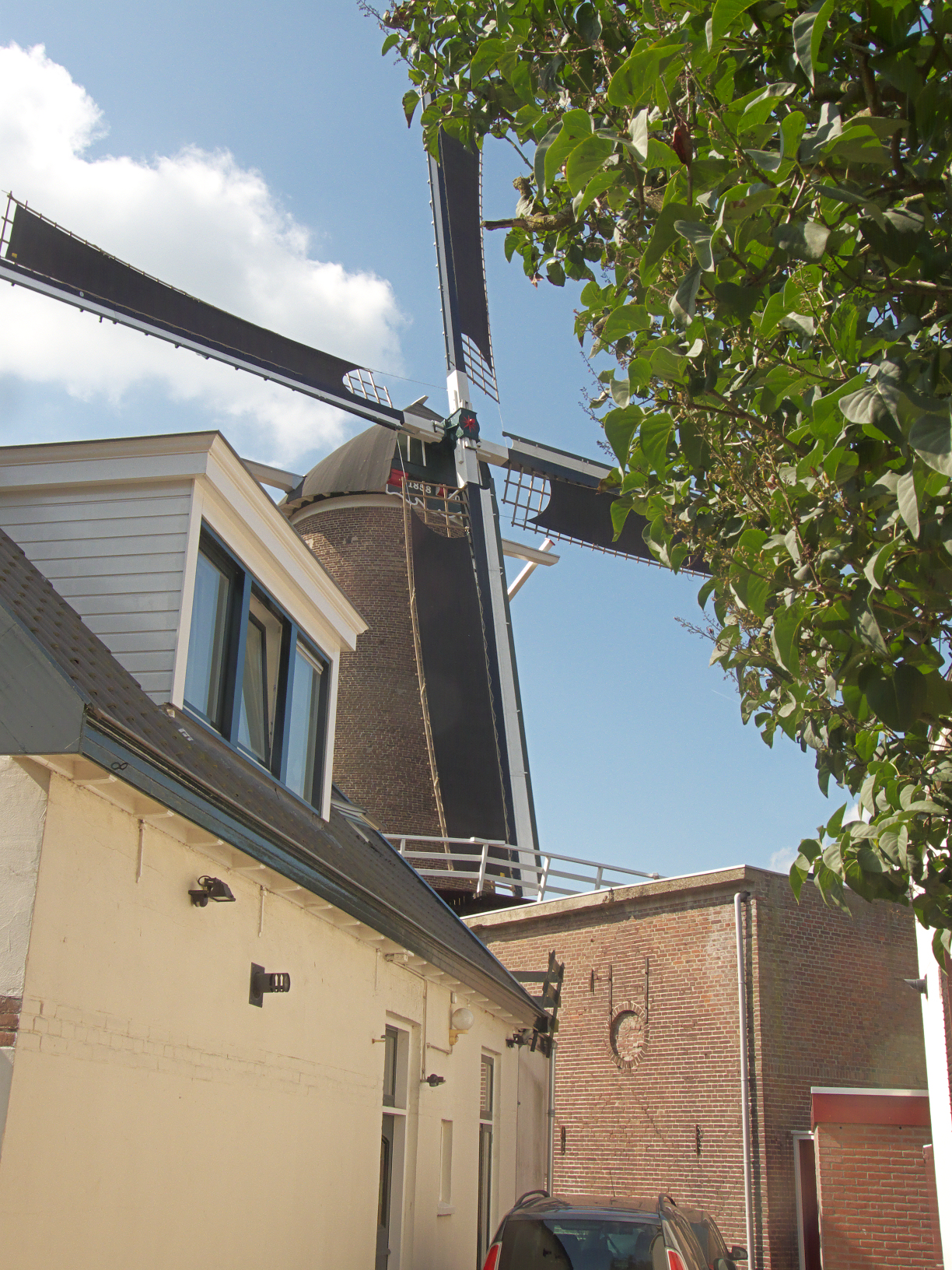
September 2014
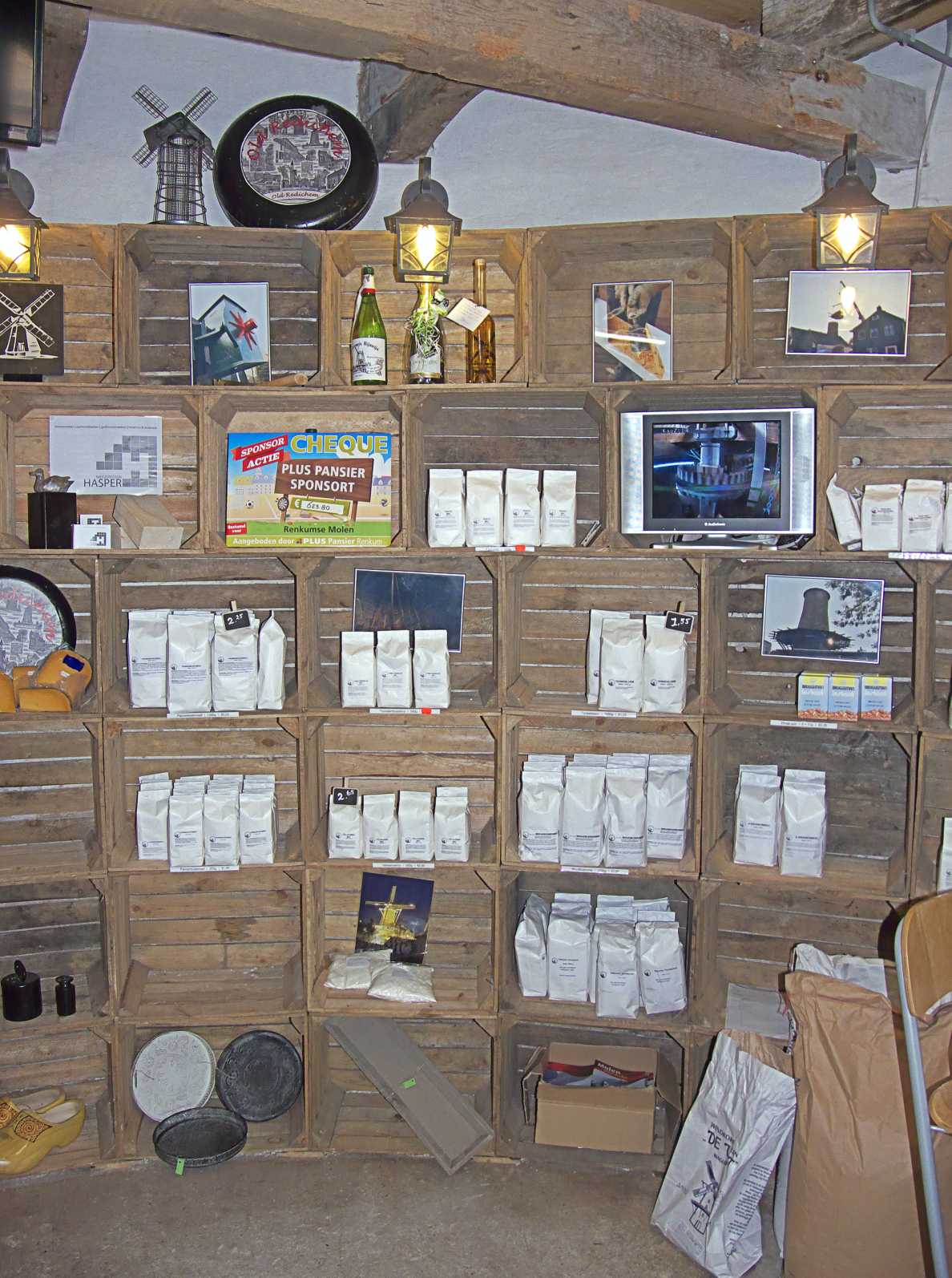
Winkel
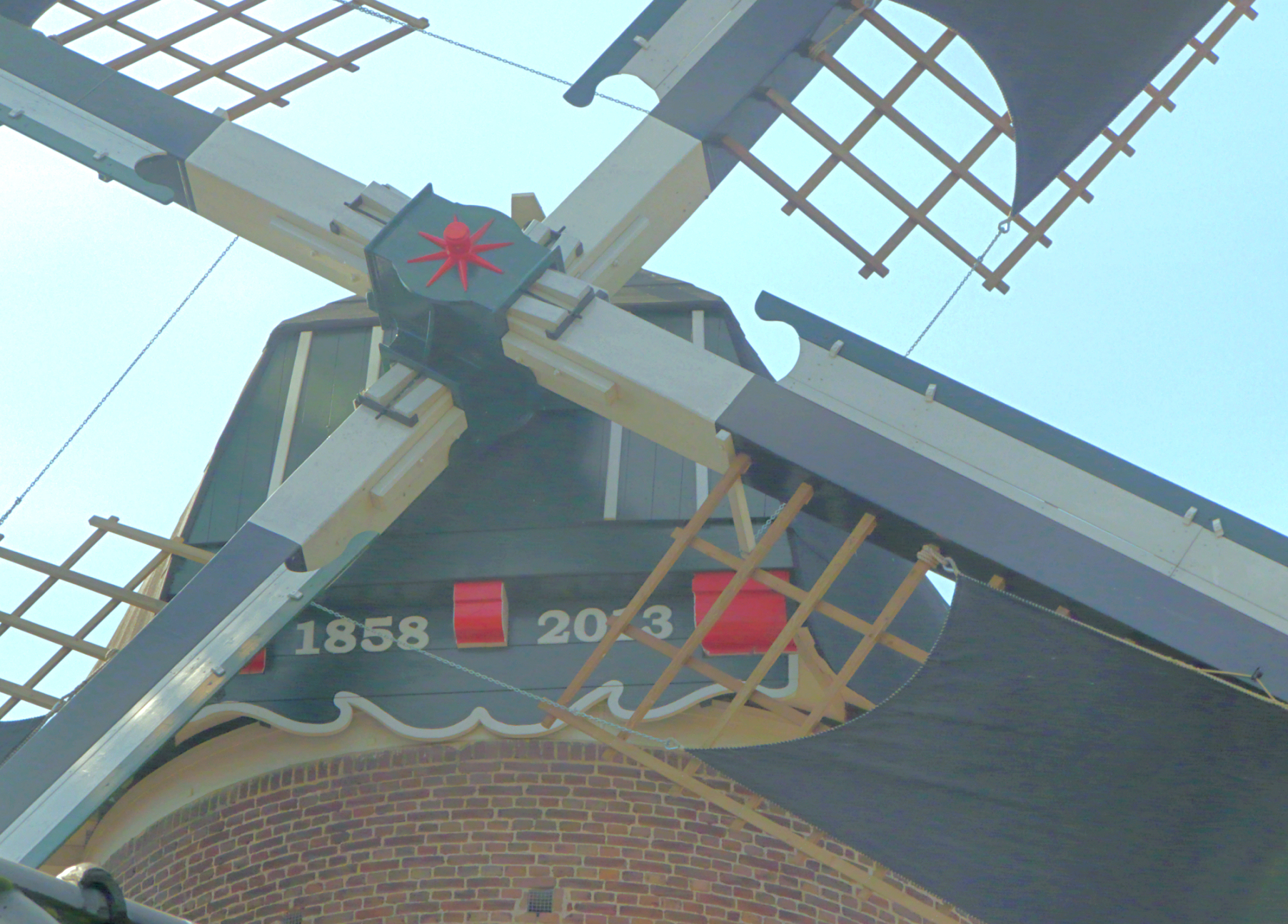
Baard
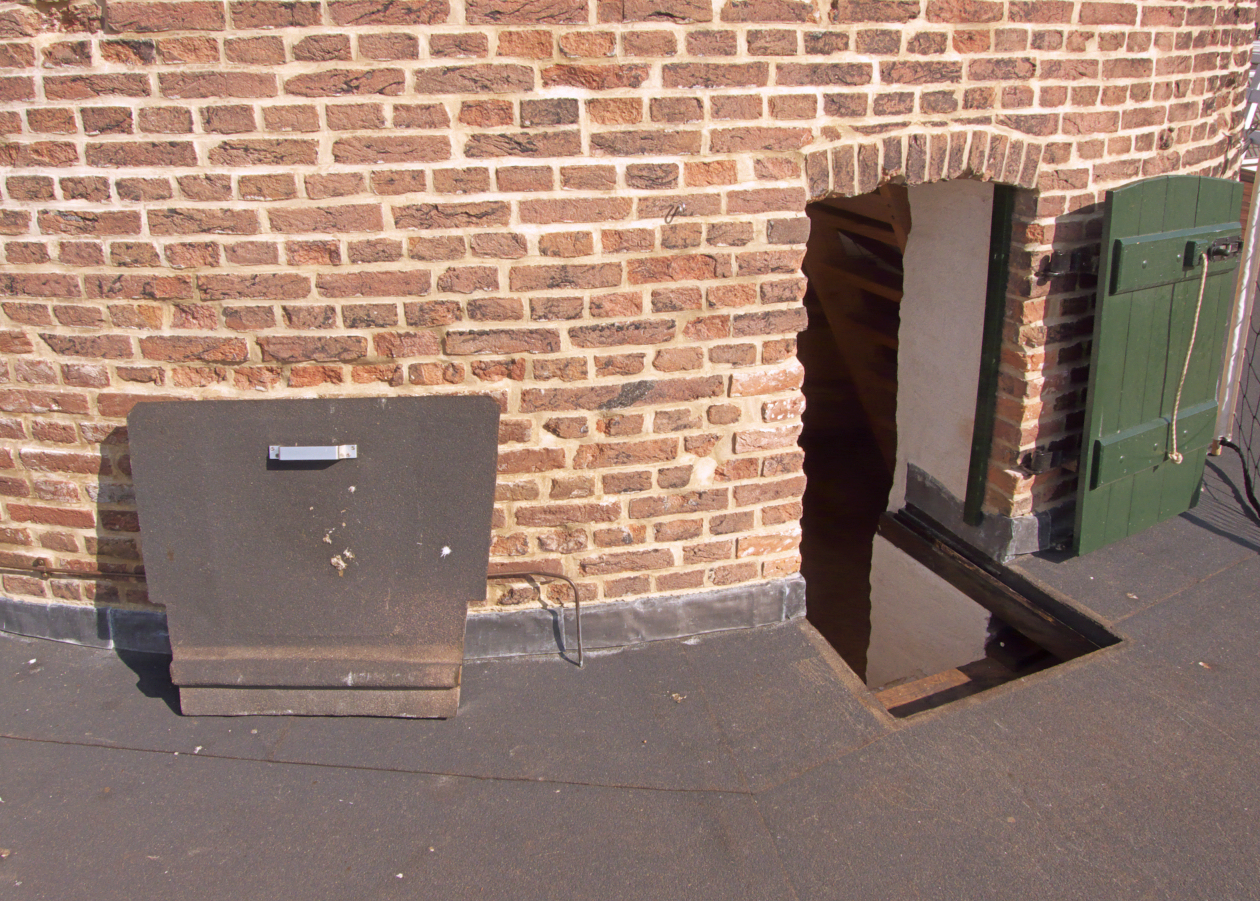
Stellingdeur
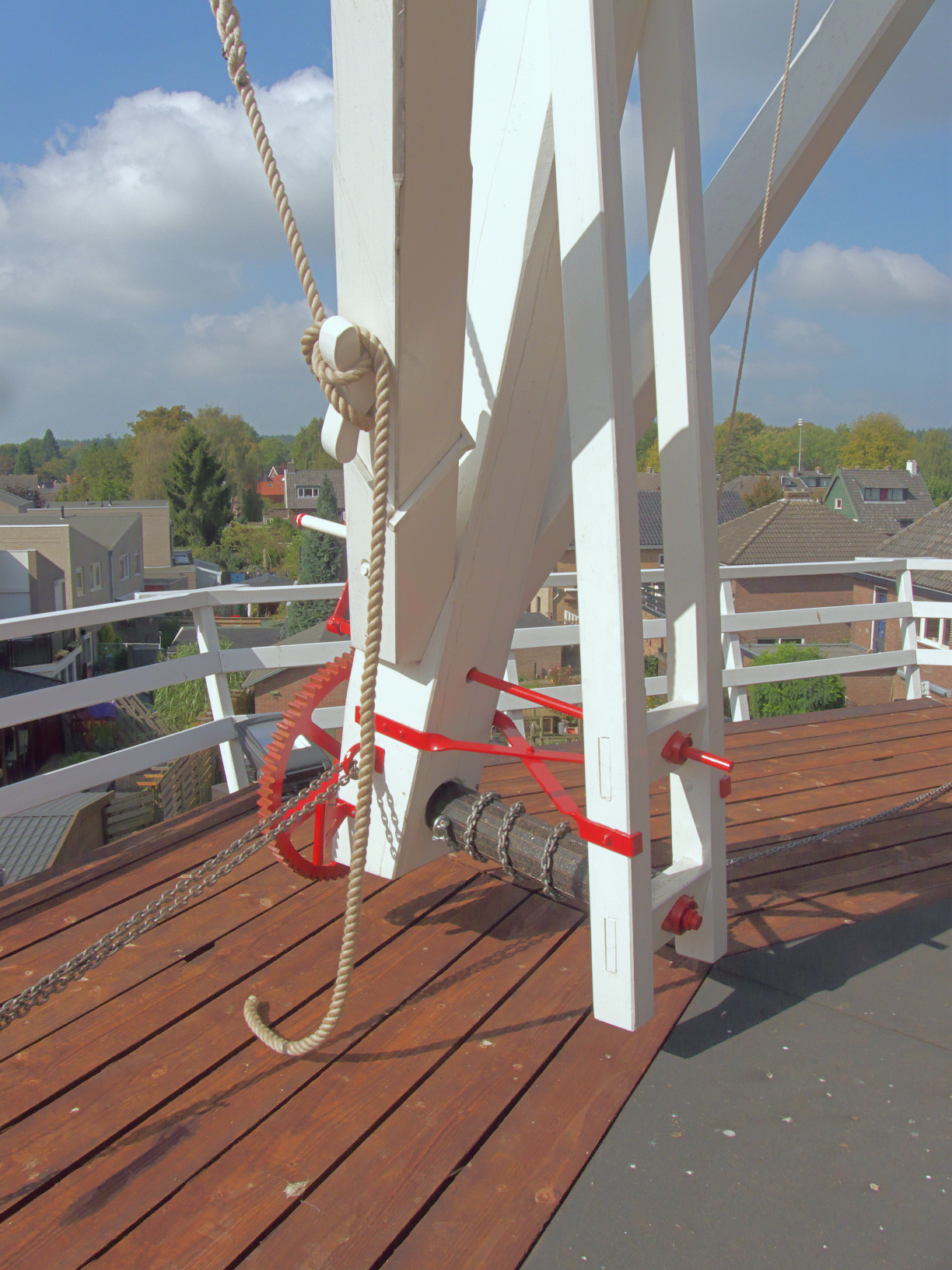
Kruilier
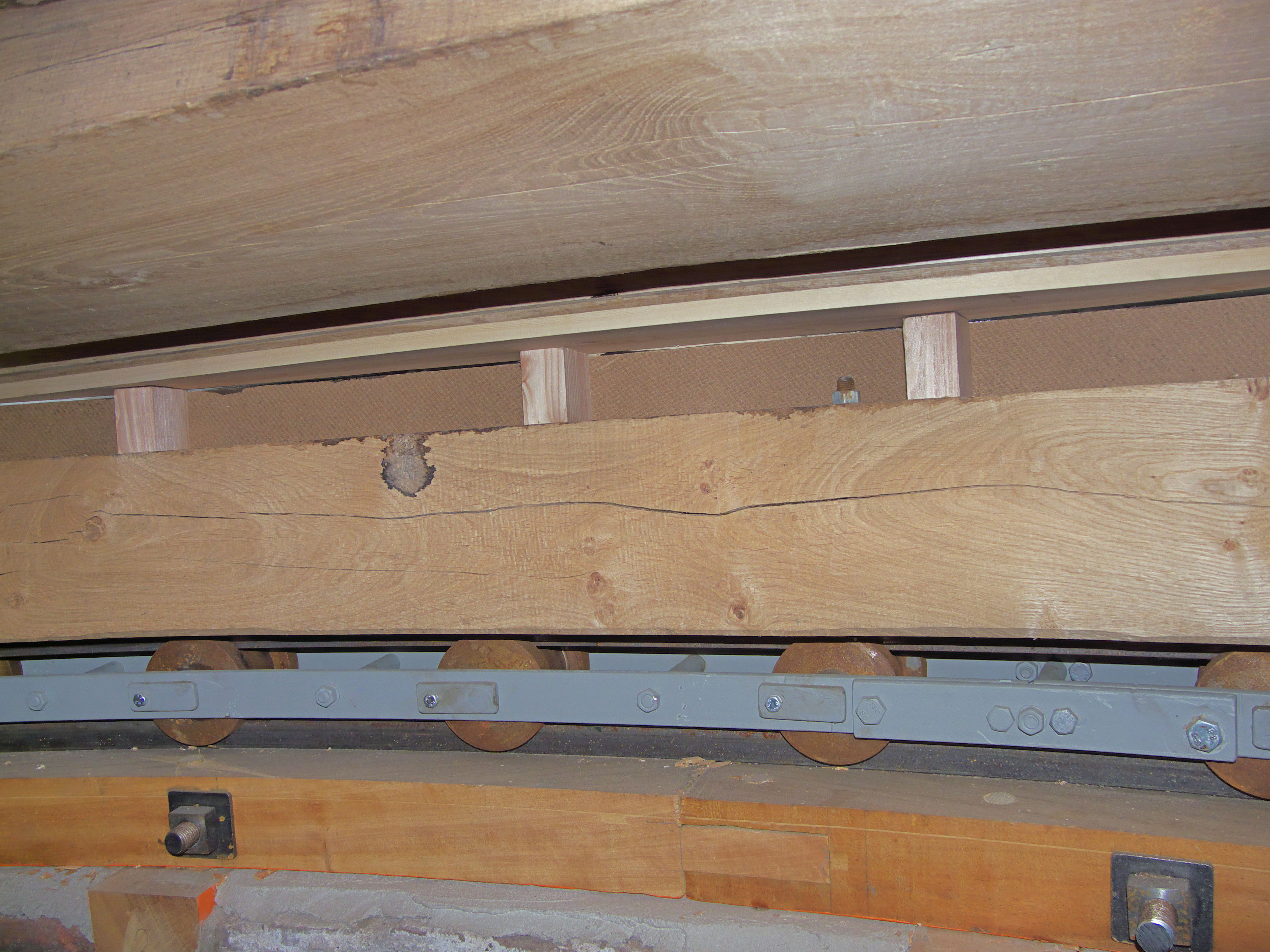
Engels kruiwerk
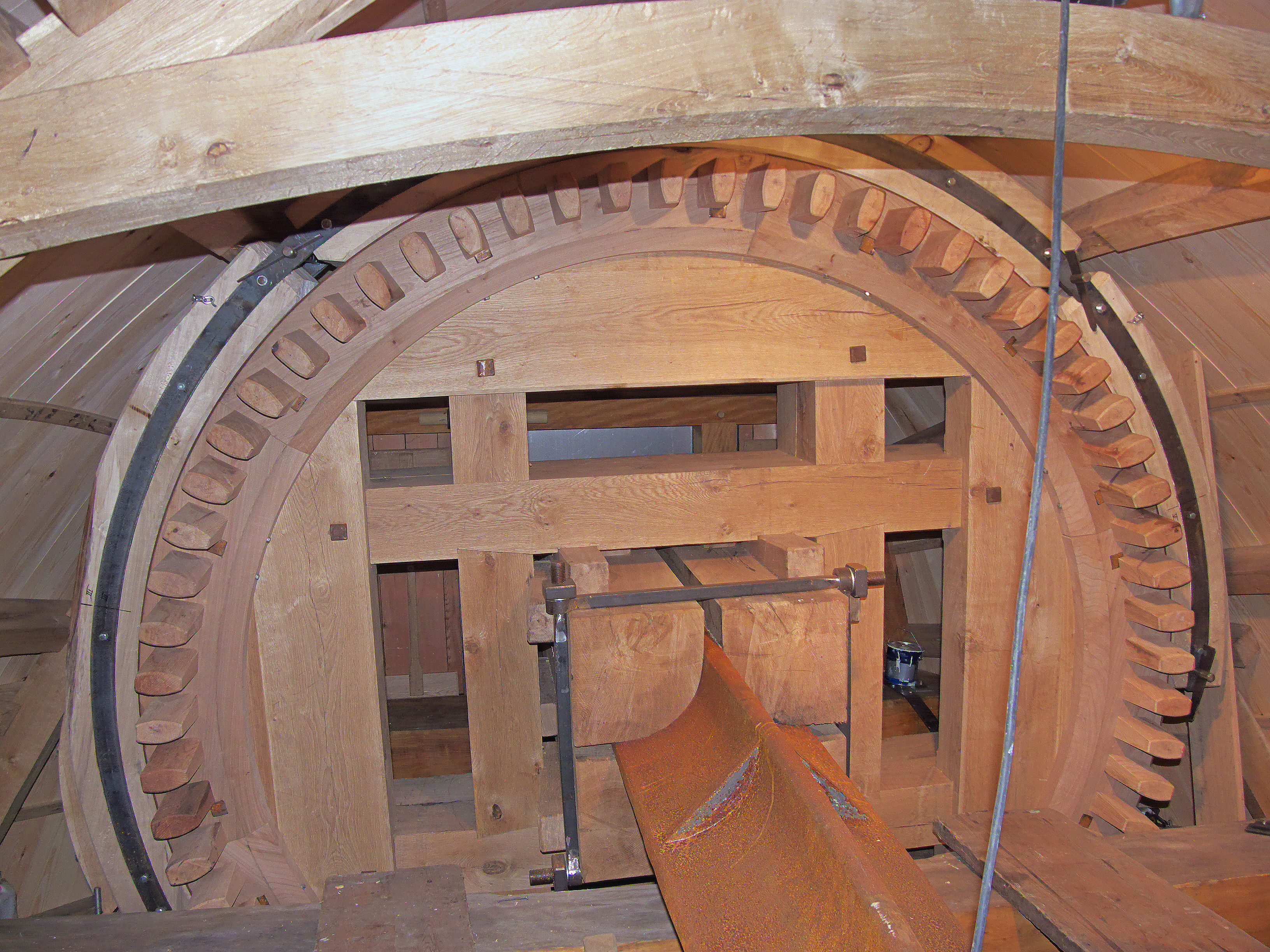
Bovenwiel met scharnierende vlaamse vang
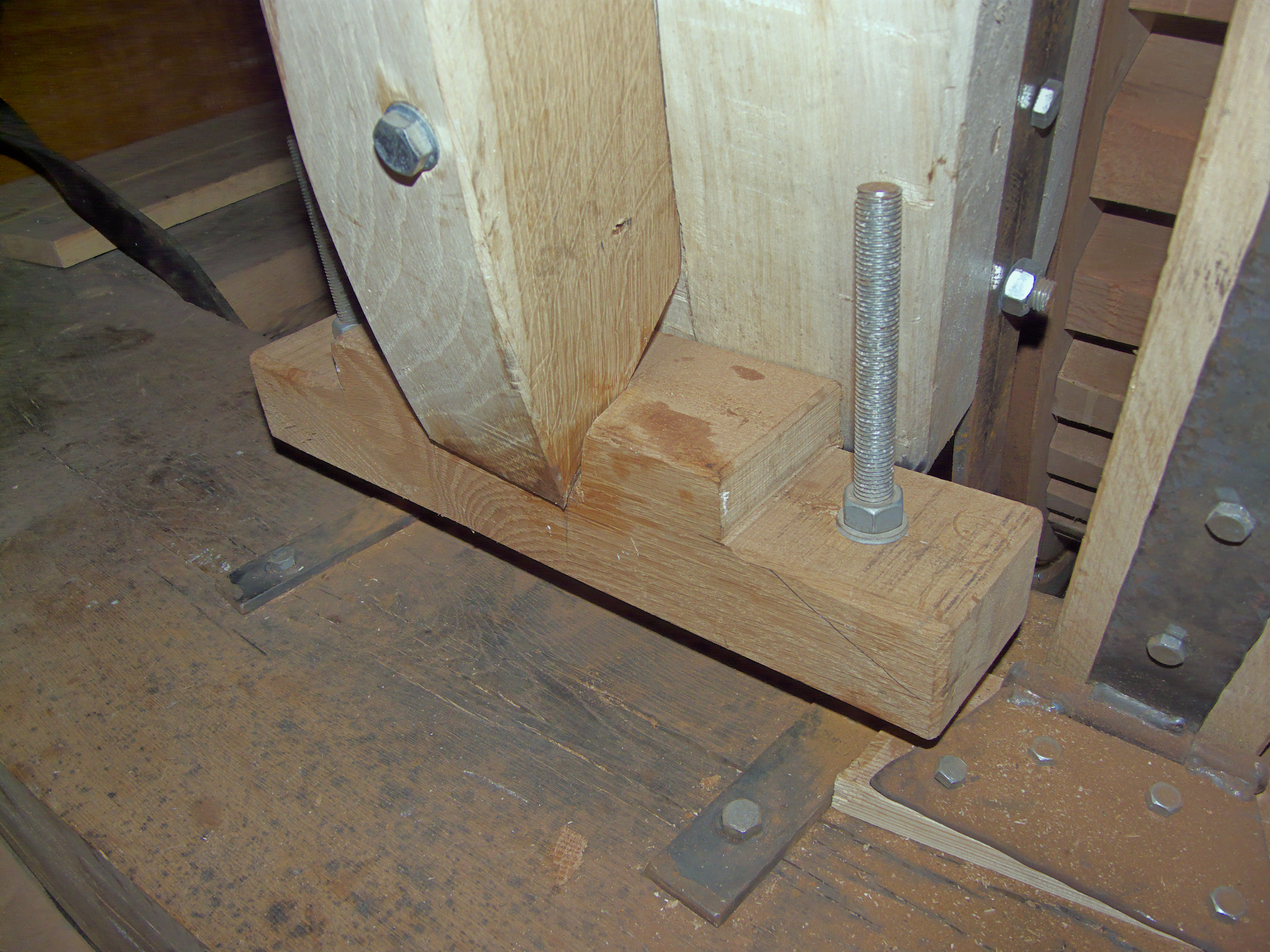
Verstelbare rust
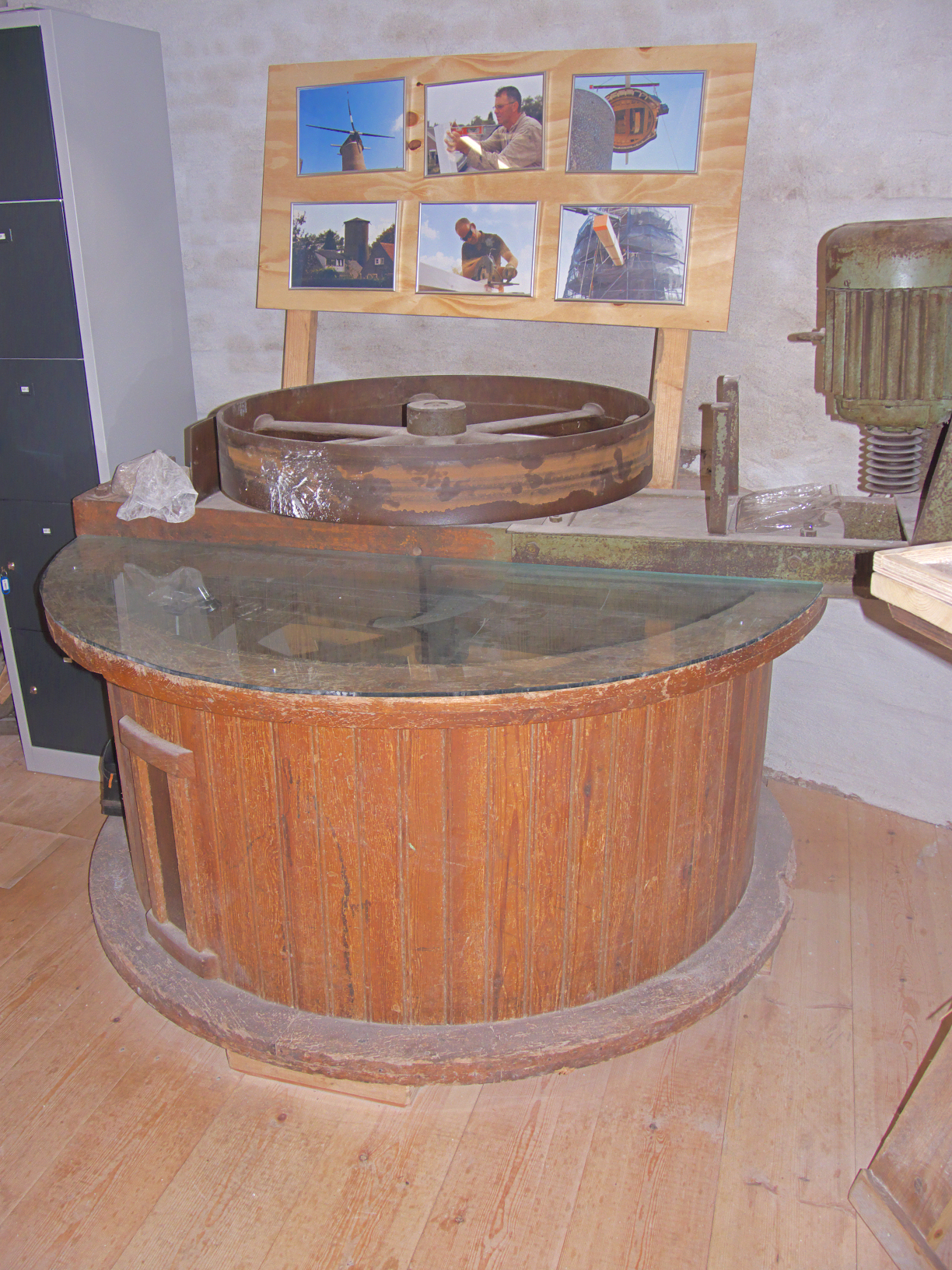
Elektrisch aangedreven mengketel